# Heinz-von-Heiden-Arena
De Heinz-von-Heiden-Arena is gelegen in Hannover, Duitsland. Het stadion was een van de twaalf stadions tijdens het Wereldkampioenschap voetbal 2006. Er werden vier groepswedstrijden gespeeld en één wedstrijd in de tweede ronde.
In het stadion is plaats voor 48.933 toeschouwers. De voetbalclub die het stadion als thuishaven gebruiken is Hannover 96.
Voorheen heette het stadion het Niedersachsenstadion en daarna achtereenvolgens AWD-arena en HDI-Arena. Het Niedersachsenstadion werd in 1954 gebouwd, maar werd voor het WK 2006 geheel gerenoveerd.

## Interlands
Het stadion werd gebruikt voor 3 grote voetbaltoernooien. Het EK van 1988 en WK's van 1974 en 2006.
| 1.  | 15 juni 1974 | Uruguay – Nederland                       | 0 – 2 | WK 1974 Groepsfase 1e ronde (C) | 53.000 |  |  |
| 2.  | 19 juni 1974 | Uruguay – Bulgarije                       | 1 – 1 | WK 1974 Groepsfase 1e ronde (C) | 12.000 |  |  |
| 3.  | 26 juni 1974 | Brazilië – Duitse Democratische Republiek | 1 – 0 | WK 1974 Groepsfase 2e ronde (A) | 58.463 |  |  |
| 4.  | 23 juni 1974 | Argentinië – Brazilië                     | 1 – 2 | WK 1974 Groepsfase 2e ronde (A) | 38.000 |  |  |
|     |              |                                           |       |                                 |        |  |  |
| 5.  | 11 juni 1988 | Denemarken – Spanje                       | 2 – 3 | EK 1988 Groepsfase (A)          | 62.000 |  |  |
| 6.  | 15 juni 1988 | Ierland – Sovjet-Unie                     | 1 – 1 | EK 1988 Groepsfase (B)          | 38.308 |  |  |
|     |              |                                           |       |                                 |        |  |  |
| 7.  | 12 juni 2006 | Italië – Ghana                            | 2 – 0 | WK 2006 Groepsfase (E)          | 43.000 |  |  |
| 8.  | 16 juni 2006 | Mexico – Angola                           | 0 – 0 | WK 2006 - Groepsfase (D)        | 43.000 |  |  |
| 9.  | 20 juni 2006 | Costa Rica – Polen                        | 1 – 2 | WK 2006 Groepsfase (A)          | 43.000 |  |  |
| 10. | 23 juni 2006 | Zwitserland – Zuid-Korea                  | 2 – 0 | WK 2006 Groepsfase (G)          | 43.000 |  |  |
| 11. | 27 juni 2006 | Spanje – Frankrijk                        | 1 – 3 | WK 2006 Achtste finale          | 43.000 |  |  |

Westfalenstadion (Dortmund) · Rheinstadion (Düsseldorf) · Waldstadion (Frankfurt am Main) · Parkstadion (Gelsenkirchen) · Volksparkstadion (Hamburg) · Niedersachsenstadion (Hannover) · Olympiastadion (München) · Neckarstadion (Stuttgart) · Olympiastadion (West-Berlijn)
Olympiastadion (Berlijn) · Signal Iduna Park (FIFA WM-stadion)* (Dortmund) · Commerzbank-Arena (FIFA WM-stadion)* (Frankfurt am Main) · Veltins-Arena (FIFA WM-stadion)* (Gelsenkirchen) · AOL Arena (FIFA WM-stadion)* (Hamburg) · AWD-Arena (FIFA WM-stadion)* (Hannover) · Fritz-Walter-Stadion (Kaiserslautern) · RheinEnergieStadion (FIFA WM-stadion)* (Keulen) · Zentralstadion (Leipzig) · Allianz Arena (FIFA WM-stadion)* (München) · easyCredit-Stadion (FIFA WM-stadion)* (Neurenberg) · Gottlieb-Daimler-Stadion (Stuttgart)
 *Sommige stadions werden tijdens het WK tijdelijk omgedoopt tot "FIFA WM-stadion" omdat de sponsor geen sponsor was van de FIFA.
Allianz Arena (FC Bayern München) ·
BayArena (Bayer Leverkusen) ·
Borussia-Park (Borussia Mönchengladbach) ·
Deutsche Bank Park (Eintracht Frankfurt) ·
Europa-Park Stadion (SC Freiburg) ·
Mewa Arena (1. FSV Mainz 05) ·
MHPArena (VfB Stuttgart) ·
Millerntor-Stadion (FC St. Pauli) ·
Red Bull Arena (Leipzig) (RB Leipzig) ·
RheinEnergieStadion (1. FC Köln) ·
Rhein-Neckar-Arena (TSG 1899 Hoffenheim) ·
Signal Iduna Park (Borussia Dortmund) ·
Alte Försterei (1. FC Union Berlin) ·
Volksparkstadion (HSV) ·
Volkswagen-Arena (VfL Wolfsburg) ·
Voith-Arena (1. FC Heidenheim 1846) ·
Weserstadion (Werder Bremen) ·
WWK ARENA (FC Augsburg)
DDV-Stadion (Dynamo Dresden) ·
Eintracht-Stadion (Eintracht Braunschweig) ·
Fritz-Walter-Stadion (1. FC Kaiserslautern) ·
Heinz-von-Heiden-Arena (Hannover 96) ·
Holstein-Stadion (Holstein Kiel) ·
Home Deluxe Arena (SC Paderborn 07) ·
Max-Morlock-Stadion (1. FC Nürnberg) ·
MDCC-Arena (1. FC Magdeburg) ·
Merkur Spiel-Arena (Fortuna Düsseldorf) ·
Olympiastadion (Hertha BSC) ·
Preußenstadion (SC Preußen Münster) ·
SchücoArena (DSC Arminia Bielefeld) ·
Sportpark Ronhof (SpVgg Greuther Fürth) ·
Stadion am Böllenfalltor (SV Darmstadt 98) ·
Ursapharm-Arena an der Kaiserlinde (SV Elversberg) ·
Veltins-Arena (Schalke 04) ·
Vonovia Ruhrstadion (VfL Bochum) ·
Wildparkstadion (Karlsruher SC)
Audi-Sportpark (FC Ingolstadt 04) ·
Brita-Arena (SV Wehen Wiesbaden) ·
Carl-Benz-Stadion (SV Waldhof Mannheim) ·
Donaustadion (SSV Ulm 1846) ·
Erzgebirgsstadion (FC Erzgebirge Aue) ·
Hardtwaldstadion (SV Sandhausen) ·
Jahnstadion Regensburg (Jahn Regensburg) ·
LEAG Energie Stadion (Energie Cottbus) ·
Ludwigsparkstadion (1. FC Saarbrücken) ·
Ostseestadion (Hansa Rostock) ·
Sportclub Arena (SC Verl) ·
Sportpark Höhenberg (FC Viktoria Köln 1904) ·
Sportpark Unterhaching (SpVgg Unterhaching) ·
Stadion an der Bremer Brücke (VfL Osnabrück) ·
Stadion an der Hafenstraße (Rot-Weiss Essen) ·
Stadion Rote Erde (Borussia Dortmund II) ·
Städtisches Stadion an der Grünwalder Straße (TSV 1860 München) ·
Tivoli (Alemannia Aachen) ·
WIRmachenDRUCK Arena (VfB Stuttgart II)